# Новий Баркочин
Новий Баркочин (пол. Nowy Barkoczyn) — село в Польщі, у гміні Нова Карчма Косьцерського повіту Поморського воєводства.
Населення — 603 особи (2011).
У 1975-1998 роках село належало до Гданського воєводства.

## Демографія
Демографічна структура станом на 31 березня 2011 року:
|          | Загалом | Допрацездатний вік | Працездатний вік | Постпрацездатний вік |
| -------- | ------- | ------------------ | ---------------- | -------------------- |
| Чоловіки | 302     | 71                 | 205              | 26                   |
| Жінки    | 301     | 88                 | 161              | 52                   |
| Разом    | 603     | 159                | 366              | 78                   |